# هری اف. بیرد، جونیور
هری اف. بیرد، جونیور (به انگلیسی: Harry F. Byrd, Jr.) سناتور سابق عضو حزب دموکرات ایالات متحده آمریکا بود. وی در سال ۱۹۶۵ تا ۱۹۷۰ و ۱۹۷۰ تا ۱۹۸۳ میلادی سناتور ایالت ویرجینیا در سنای ایالات متحده آمریکا بود.